# Chionaema nigrilineata
Chionaema nigrilineata là một loài bướm đêm thuộc phân họ Arctiinae, họ Erebidae.